# Просто секс?
«Просто секс?» — кинофильм.

## Сюжет
Фильм повествует о двух подругах, Стэйси и Мелиссе, каждая из которых имеет длинную историю сексуальных отношений. Подруги отправляются на курорт с целью найти подходящего мужчину. Но все мужчины, с которыми Стэйси и Мелисса завязывают знакомство, думают только об одном: о сексе.

## В ролях
- Леа Томпсон — Стэйси
- Виктория Джексон — Мелисса
- Джерри Ливайн — Джеми
- Стефен Шеллен — Ник
- Мэри Гросс — Илэн
- Эндрю Дайс Клэй — Винни
- Валери Браймэн — Меган